# Stenophareus roraimus
Stenophareus roraimus is een hooiwagen uit de familie Stygnidae.